# Michael Geller
Pour les articles homonymes, voir Geller.
Michael Geller est un écrivain américain, auteur de roman policier.

## Biographie
Michael Geller crée en 1979 le personnage du Bud Dugan, lieutenant détective de la police de New York. Dans Mayhem on the Coney Beat, premier roman de la série, le héros perd son collègue de travail John Compagna, sauvagement assassiné. Il entreprend de démasquer le coupable et de mettre un terme au trafic de stupéfiants et à la prostitution sur Coney Island. Dans le titre suivant, A Corpse for a Candidate (1980), Dugan, qui a commis une faute professionnelle, est rétrogradé de détective à la fonction humiliante de simple patrouilleur avant d'obtenir une chance de se racheter en acceptant de faire partie d'une escouade d'élite contre le crime.  Il doit alors enquêter sur le meurtre d'Amanda Mellis, candidate vedette qui avait toutes les chances de se faire élire maire de la ville. La résolution de l'affaire ne va pas sans de scandaleuses révélations sur le milieu peu reluisant de la politique municipale new-yorkaise. 
Après deux autres enquêtes de Bud Dugan, Michael Geller abandonne son personnage au profit du jockey Ken Eagle, dont les aventures, racontées par son amante, elle-même jockey, se déroulent dans le milieu des courses de chevaux dans un style qui rappelle les thillers hippiques de l'écrivain britannique Dick Francis. Dans Gare aux gails ! (Dead Fix, 1989), lorsque le cheval de Tricia Martin s'effondre pendant une course, Ken Eagle lui évite de graves blessures. Hospitalisée sous bonne garde, Tricia continue pourtant d'être menacée. Ken Eagle menace publiquement Marcano, un entraîneur retors, d'avoir dopé ses montures. Mais Marcano est assassiné, et la police de découvrir sur les lieux du crime la montre de Ken et une chemise ensanglantée qui appartient au héros. Geller n'a pas tout à fait la maîtrise de Dick Francis, mais l'histoire est rondement menée et la description des courses n'a rien à envier à son modèle. 
Geller a également publié une série ayant pour héros le détective privé Slots Resnick, un ex-joueur de football américain. Sa première enquête, Heroes Also Die (1988), se déroule à Los Angeles dans le milieu des stars ; les deux suivantes, à New York, parmi les joueurs, gérants et supporters de la Ligue majeure de baseball américaine.

## Œuvre

### Romans

#### SérieBud Dugan
- Mayhem on the Coney Beat (1979)
- A Corpse for a Candidate (1980)
- Disco Deathbeat (1981)
- Red Hot and Dangerous (1983)

#### SérieKen Eagle
- Dead Last (1986) Publié en français sous le titre Faux Cracks et Vrais Tocards, traduit par Michel Deutsch, Paris, Série noire no 2111, 1987
- Dead Fix (1989) Publié en français sous le titre Gare aux gails !, Paris, traduit par Paul Kinner, Paris, Gallimard, Série noire no 2265, 1991

#### SérieSlots Resnick
- Heroes Also Die (1988)
- Major League Murder (1988)
- Three Strikes, You're Dead (1992)

#### Autre roman
- The Man Who Needed Action (1979)